# Tampa (Kansas)
Tampa ist ein als City inkorporierter Ort im Marion County im US-Bundesstaat Kansas. Das U.S. Census Bureau hat bei der Volkszählung 2020 eine Einwohnerzahl von 105 ermittelt.

## Geographie
Tampas geographische Koordinaten sind 38° 33′ N, 97° 9′ W (38,548493, −97,154893).
Nach den Angaben des United States Census Bureaus hat der Ort eine Fläche von 0,5 km², die vollständig auf Land entfallen.

## Demographie
Zum Zeitpunkt des United States Census 2000 bewohnten Tampa 144 Personen. Die Bevölkerungsdichte betrug 278,0 Personen pro km². Es gab 69 Wohneinheiten, durchschnittlich 133,2 pro km². Die Bevölkerung Tampas bestand zu 93,06 % aus Weißen und 6,94 % nannten zwei oder mehr Rassen. 9,03 % der Bevölkerung erklärten, Hispanos oder Latinos jeglicher Rasse zu sein.
Die Bewohner Tampas verteilten sich auf 59 Haushalte, von denen in 30,5 % Kinder unter 18 Jahren lebten. 50,8 % der Haushalte stellten Verheiratete, 11,9 % hatten einen weiblichen Haushaltsvorstand ohne Ehemann und 35,6 % bildeten keine Familien. 33,9 % der Haushalte bestanden aus Einzelpersonen und in 25,4 % aller Haushalte lebte jemand im Alter von 65 Jahren oder mehr alleine. Die durchschnittliche Haushaltsgröße betrug 2,44 und die durchschnittliche Familiengröße 3,21 Personen.
Die Bevölkerung verteilte sich auf 30,6 % Minderjährige, 6,9 % 18–24-Jährige, 21,5 % 25–44-Jährige, 16,7 % 45–64-Jährige und 24,3 % im Alter von 65 Jahren oder mehr. Das Durchschnittsalter betrug 36 Jahre. Auf jeweils 100 Frauen entfielen 105,7 Männer. Bei den über 18-Jährigen entfielen auf 100 Frauen 88,7 Männer.
Das mittlere Haushaltseinkommen in Tampa betrug 18.125 US-Dollar und das mittlere Familieneinkommen erreichte die Höhe von 42.083 US-Dollar. Das Durchschnittseinkommen der Männer betrug 25.000 US-Dollar, gegenüber 23.125 US-Dollar bei den Frauen. Das Pro-Kopf-Einkommen belief sich auf 12.677 US-Dollar. 15,6 % der Bevölkerung und 6,9 % der Familien hatten ein Einkommen unterhalb der Armutsgrenze, davon waren 25,7 % der Minderjährigen und 11,1 % der Altersgruppe 65 Jahre und mehr betroffen.

## Eisenbahn
Tampa wird von der Union Pacific Railroad – früher die Southern Pacific Railroad – bedient und ehemals auch durch die Chicago, Rock Island and Pacific Railroad. Tampa befindet sich der Hauptstrecke nach El Paso, Texas. Die Union Pacific betreibt immer noch ein Getreidesilo in Tampa während der sommerlichen Erntezeit.